# Tetratoma truncorum
Tetratoma truncorum är en skalbaggsart som beskrevs av Leconte 1866. Tetratoma truncorum ingår i släktet Tetratoma och familjen skinnsvampbaggar. Inga underarter finns listade i Catalogue of Life.